# Stazione di Aulnay-sous-Bois
La stazione di Aulnay-sous-Bois (in francese Gare d'Aulnay-sous-Bois) è una stazione ferroviaria situata nel comune di Aulnay-sous-Bois, nel dipartimento della Senna-Saint-Denis.
È uno dei capolinea della linea 4 del tram dell'Île-de-France.

## Storia
La stazione fu attivata il 7 agosto 1875 con il nome di Aulnay-lès-Bondy. Nel 1903 ha assunto la denominazione attuale. 
Nel 1911-12 fu costruito il nuovo fabbricato viaggiatori. Nel 1975 il fabbricato viaggiatori fu restaurato.

## Movimenti
La stazione è servita dai treni della Linea RER B da quelli suburbani della linea K del Transilien.